# Portada/efemèride març 27
Jaume I d'Anglaterra i VI d'Escòcia
« 26 de març · 27 de març · 28 de març »